# Tour de Münster
Le Tour de Münster (Sparkassen Münsterland Giro  en allemand) est une course cycliste allemande disputée dans le Münsterland, en Rhénanie-du-Nord-Westphalie. Créé en 2006, il fait partie de l'UCI Europe Tour depuis sa création, en catégorie 1.2 puis 1.1 à partir de 2007. Il succède à la course Groningue-Münster, disputée de 2000 à 2004. En 2020, il intègre l'UCI ProSeries, le deuxième niveau du cyclisme international.

## Palmarès
| Année | Vainqueur           | Deuxième            | Troisième         |
| ----- | ------------------- | ------------------- | ----------------- |
| 2006  | Paul Martens        | Sjef De Wilde       | Marcel Sieberg    |
| 2007  | Jos van Emden       | Gerald Ciolek       | Stefan van Dijk   |
| 2008  | André Greipel       | Erik Zabel          | Robert Förster    |
| 2009  | Aleksejs Saramotins | Wouter Mol          | Thierry Hupond    |
| 2010  | Joost van Leijen    | Dirk Müller         | Robert Wagner     |
| 2011  | Marcel Kittel       | John Degenkolb      | Kris Boeckmans    |
| 2012  | Marcel Kittel       | Michael Van Staeyen | Dylan Groenewegen |
| 2013  | Jos van Emden       | Tom Veelers         | Iljo Keisse       |
| 2014  | André Greipel       | John Degenkolb      | Tom Van Asbroeck  |
| 2015  | Tom Boonen          | Roy Jans            | Nikias Arndt      |
| 2016  | John Degenkolb      | Roy Jans            | Pascal Ackermann  |
| 2017  | Sam Bennett         | Phil Bauhaus        | André Greipel     |
| 2018  | Max Walscheid       | John Degenkolb      | Nils Politt       |
| 2019  | Álvaro Hodeg        | Pascal Ackermann    | Tim Merlier       |
| 2021  | Mark Cavendish      | Alexis Renard       | Morten Hulgaard   |
| 2022  | Olav Kooij          | Jasper Philipsen    | Max Walscheid     |
| 2023  | Per Strand Hagenes  | Kaden Groves        | Mads Pedersen     |
| 2024  | Jasper Philipsen    | Jordi Meeus         | Milan Fretin      |